# HMS Superb (25)
HMS Superb (25) là một tàu tuần dương hạng nhẹ lớp Minotaur được chế tạo cho Hải quân Hoàng gia Anh Quốc trong Chiến tranh Thế giới thứ hai. Nó được đặt lườn bởi hãng Swan Hunter tại Wallsend, Tyne and Wear vào ngày 23 tháng 6 năm 1942, được hạ thủy vào ngày 31 tháng 8 năm 1943 và đưa ra hoạt động vào ngày 16 tháng 11 năm 1945.
Superb là chiếc cuối cùng trong lớp Minotaurs được chế tạo, và được hoàn tất theo một thiết kế khác biệt đôi chút so với các thành viên dẫn trước trong lớp. Việc chế tạo những chiếc chị em với nó chưa hoàn tất bị ngưng lại sau khi chiến tranh kết thúc, và sau đó chúng bị tháo dỡ hoặc cải biến thành lớp tàu tuần dương tên lửa điều khiển Tiger.
Superb có một quảng đời hoạt động không mấy nổi bật, trải qua một thời gian như là soái hạm của Chuẩn Đô đốc Sir Herbert Packer. Nó cũng can dự vào vụ Khủng hoảng eo biển Corfu. Nó được cho ngừng hoạt động vào năm 1957; và bị bán ba năm sau đó. Nó được kéo đến xưởng tàu Dalmuir của hãng Arnott Young vào ngày 8 tháng 8 năm 1960 để tháo dỡ.